# Melanagromyza longibucca
Melanagromyza longibucca este o specie de muște din genul Melanagromyza, familia Agromyzidae, descrisă de Spencer în anul 1959.
Este endemică în Zimbabwe. Conform Catalogue of Life specia Melanagromyza longibucca nu are subspecii cunoscute.